# Aulus Postumius Albinus (consul en -151)
Pour les articles homonymes, voir Postumius Albus.
Aulus Postumius Albinus est un homme d'État romain.
En 167 av. J.-C., il est tribun militaire en Macédoine, après la défaite de Persée à la bataille de Pydna.
Vers 159 av. J.-C., il est édile. En 155 av. J.-C., il est préteur urbain. il a reçu une délégation d'ambassadeurs de philosophes grecs.
En 154 av. J.-C., il fait partie des ambassadeurs lors de l'entrevue entre Attale II et Prusias II.
En 151 av. J.-C., il est consul. À cause de sa sévérité, lors de la réforme sur les tribuns militaires, il doit arrêter.
Après le sac de Corinthe en 146 av. J.-C. la Grèce devient une province romaine, il est membre d'une commission organisant la nouvelle province d'Achaïe. Il est l'un des dix qui ont gouverné la Grèce.
Parlant le grec, il a écrit une histoire romaine en grec aujourd'hui disparue, dont Caton s'est inspiré.